# Comté de Dent
Le comté de Dent (Dent County) est un comté du Missouri aux États-Unis. Le siège du comté se situe à Salem. Le comté fut créé en 1851 et nommé en hommage au colon James Dent qui arriva de Virginie en 1835. Au recensement de 2000, la population était constituée de 14.927 individus.  

## Géographie
Selon le bureau du recensement des États-Unis, le comté totalise une surface 1.954 km² dont  3 km² d’eau. 

### Comtés voisins
- Comté de Crawford (Missouri)  (nord)
- Comté d'Iron (Missouri)  (nord-est)
- Comté de Reynolds  (sud-est)
- Comté de Shannon (Missouri)  (sud)
- Comté de Texas (Missouri)  (sud-ouest)
- Comté de Phelps (Missouri)  (nord-ouest)

### Routes principales
- Missouri Route 19
- Missouri Route 32
- Missouri Route 68
- Missouri Route 72

## Démographie
Selon le recensement de 2000, sur les 14.927 habitants, on retrouvait 5.982 ménages et 4.277 familles dans le comté. La densité de population était de 8 habitants par km² et la densité d’habitations (6.994 au total)  était de 4 habitations par km². La population était composée de 97,07 % de blancs, de 0,40 %  d’afro-américains, de 0,73 % d’amérindiens et de 0,21 % d’asiatiques.
30,60 % des ménages avaient des enfants de moins de 18 ans, 59,0 % étaient des couples mariés. 24,9 % de la population avait moins de 18 ans, 7,6 % entre 18 et 24 ans, 25,6 % entre 25 et 44 ans, 24,1 % entre 45 et 64 ans et 17,7 % au-dessus de 65 ans. L’âge moyen était de 40 ans. La proportion de femmes était de 100 pour 152,3 hommes.
Le revenu moyen d’un ménage était de 27.193 dollars.

## Villes et cités
| - Boss - Bunker - Doss | - Gladden - Jadwin - Lake Spring | - Lecoma - Lenox - Montauk | - Salem - Sligo |